# 毛利元氏
毛利 元氏（もうり もとうじ）/ 繁沢 元氏（はんざわ もとうじ）は、戦国時代から江戸時代前期にかけての武将。毛利氏の重臣。

## 生涯

### 仁保氏を相続
弘治2年（1556年）、吉川元春の次男として生まれる。永禄11年（1568年）1月21日に毛利輝元の加冠により元服し、毛利元就より「元」の字の一字書出を受け、吉川元棟（きっかわ もとむね）と名乗った。
永禄9年（1566年）11月21日に周防国の仁保隆在が男子のいないままに死去していたため、元亀2年（1571年）に仁保隆在の娘と婚姻し、婿養子として仁保氏の1700貫の所領と家督を相続した。これにより仁保元棟と名乗り、これ以前に与えられていた300貫と合わせて2000貫を領した。しかし、元棟（以下、元氏と表記）は未だ若年であったために、後見役・毛利氏向名代として吉川氏一族の江田智次（宮内大輔）が付けられた。
永禄12年（1569年）に尼子勝久や山中幸盛ら尼子氏再興軍が出雲国へ侵攻したため、父・元春や兄・元長らと共に元氏も出雲国へ出陣した。永禄13年/元亀元年（1570年）には父や兄と共に、尼子勝久や大内輝弘と手を組んで毛利氏の後方を撹乱していた三隅国定を討ち取っている。その後、恩賞として三隅氏の旧領3000貫を得た。天正3年（1575年）12月23日には安芸国上下庄北の北就勝の旧領100貫の地、天正5年（1577年）2月14日には出雲国の秋上氏の旧領を与えられる。また、後に長門国の日本海側にある肥中港や瀬戸崎港を押さえて、山陰の海運を担うこととなった。
出雲国への出陣以降も山陰道・山陽道各地を転戦し、天正6年（1578年）の播磨上月城の戦いや、天正9年（1581年）の因幡鳥取城での戦い等に参加した。父や兄と共に救援として参陣した鳥取城の戦いでは、外曲輪への一番乗りを果たしている。天正10年（1582年）5月13日、吉見広頼と起請文を交わし、今後の昵懇を誓った。

### 繁沢元氏へ改名
豊臣秀吉による九州平定に元氏も従軍したが、天正14年（1586年）11月15日に父・元春、天正15年（1587年）6月5日に兄・元長が従軍中に相次いで病死すると、弟の経言（後の広家）が吉川氏を相続し、元氏は輝元の意向によって同年8月に仁保氏の名跡を神田元忠に譲り、苗字と名を改めて繁沢元氏と名乗った。吉川氏の後継が元氏でなかったのは元氏が病がちであったためとされ、後の文禄・慶長の役も病により出陣できず、広家に家臣を遣わしている。また、広家が家督相続した後しばらくは元氏と広家は不仲であったようで、天正19年（1591年）6月13日に小早川隆景が広家へ宛てた書状では、元氏と融和することを勧めている。
天正15年9月6日には石見国の福屋隆兼旧領である3000貫の地を与えられて石見国浜田城を築き在城し、天正19年（1591年）には九州平定の手当として長門国豊浦郡殿井龍山城を預けられた。これによって元氏の所領は5100貫の地に秋上氏旧領を加えたものとなり、文禄5年（1596年）3月23日の分限帳では、元氏の本領が10371石6斗5升9合、一所衆の杉元良領1133石3斗2升8合、朝倉元息領824石1斗8升7合、河屋氏領22石7斗3升1合で合計12351石9斗5合が元氏の所領となっている。さらに慶長2年（1597年）に広家から安芸国内の2000石を元氏一代限りで分与されたが、当初元氏は2000石のうちの500から600石が課役無しであることを望んで受け取りを渋り、隆景から毛利氏の分国内にも課役の無い者はいないので広家が朝鮮に出兵する前に速やかに受け取るようにと説得を受けている。
慶長5年（1600年）の関ヶ原の戦いで西軍が敗れ、毛利氏が長門国と周防国の2か国に減封されると元氏も周防国へと移り、同年11月2日に玖珂郡内に3166石を与えられた。

### 関ヶ原以後
慶長10年（1605年）12月14日、同年の五郎太石事件の後に毛利氏家臣団や有力寺社の総勢820名が連署して毛利氏への忠誠や様々な取り決めを記した連署起請文において、元氏は815番目に「繁澤左近允」と署名している。
慶長18年（1613年）、嫡男の元景が名字を毛利に復することを許され、周防高森から転封、現在の豊北町阿川・滝部地区周辺を治める。子孫は長州藩一門家老の阿川毛利家として存続した。なお、元氏は以後も「繁沢」の苗字で通したようで、慶長20年（1615年）4月14日の、毛利元就の遺訓に従い毛利家へ別心を抱かない旨を誓った連署起請文では「繁澤左近入道立節」と署名している。
慶長19年（1614年）の大坂冬の陣では、嫡男・元景を大坂へ出陣する毛利秀就に従軍させ、元氏は留守居として萩城へ詰めた。同じく大坂へ出陣したものの病によって帰国した輝元は、元氏の留守居の功を賞して祝儀として小袖一つと両樽折を送っている。
元和8年（1622年）3月6日、「伊勢守」の受領名を輝元から与えられた。
寛永2年（1625年）8月13日の御配所付立によると、長門国豊田郡天宮の内の200石を与えられたが、同年12月22日には隠居領として周防国玖珂郡の天野伝三郎先知行地の内の中曽根村200石を与えられた。
寛永8年（1631年）閏10月16日に死去した。享年76。元氏の200石の隠居領は末子の繁沢就真が相続した。なお、吉川元春の子の中では最も長命であった。

## 逸話
- 石山合戦の際に毛利氏と本願寺の取次を務めたり、小早川隆景の依頼を受けて文禄の役に従軍したりするなど、毛利氏と親交のあった本願寺の僧・端坊明念（明然）が文禄元年（1592年）に肥前国松浦郡名護屋で護念山安楽寺[注釈 4]を開基し、翌文禄2年（1593年）に安楽寺を順了に譲った。この順了が元氏であると伝えられており、以後、安楽寺は代々毛利氏が住職を務めている。また、僧形の元氏の掛幅絹本着色肖像画が安楽寺に所蔵されており、平成27年（2015年）2月17日から3月22日にかけて下関市立長府博物館で開催された下関市合併10周年記念企画展「下関の毛利氏―元就庶子の系譜―」で初公開された。

## 系譜
- 父：吉川元春（1530-1586）
- 母：新庄局（?-1606） - 熊谷信直の娘。
- 正室：性高院桐岳珠栄（1561-1626） - 仁保隆在の娘。寛永3年7月11日（1626年9月1日）に66歳没。
  - 長女：華屋院順誉清蓮（?-1649） - 三浦元忠正室。周防国山口の長山に住したことから「長山殿」、「長山御たや」とも呼ばれる。慶安2年5月7日（1649年6月16日）没。墓は性乾院にあり、後に萩の常念寺へと移された。
  - 長男：毛利元景（1575-1631） - 阿川毛利家の2代目当主。
  - 次男：繁沢元貞（1595-1627）
- 側室：岡本春盛の次女[2]（?-?）
  - 次女：梅岸秀芳（?-1606） - 吉川家家臣・宮庄伊賀守室。慶長10年11月28日（1606年1月6日）没。毛利元景の妹で、繁沢元貞の姉。
- 母不明の子
  - 三女：昌樹院華庭芳盛（?-1658） - 草苅就継室。万治元年（1658年）没。没月日は不詳。
  - 三男：繁沢百合之助（?-?） - 早世。
  - 四男：木原就重（?-1642） - 木原元重の養子。寛永19年10月3日（1642年11月24日）没。法名は「一山宗樹」。
  - 四女：月光院法岩受清（?-1663） - 飯田就重室。寛文3年7月3日（1663年8月5日）没。
  - 五女：釈尼妙慶（?-?） - 内藤就正室。生没年月日不詳。
  - 五男：繁沢就真（1602-1656）
  - 六女：松渓院堅室貞固（?-1677） - 井原元栄室。延宝5年11月12日（1677年12月6日）没。
  - 七女：女子（?-?） - 早世。